# Indikativ
Indikativ eller fremsættende måde er en modus, der betegner, at en verbalhandling er ligefrem og reel, f.eks. i modsætning til konjunktiv og imperativ. 
På dansk ender indikativ ofte på -er i nutid og -ede, -te eller -- i datid. (Det gælder f.eks. ikke for et uregelmæssigt verbum som at gå, der i nutid hedder går og i datid gik). 
|            | Nutid        | Datid                  |
| ---------- | ------------ | ---------------------- |
| Indikativ  | kongen lever | kongen levede          |
| Konjunktiv | kongen leve! | hvis kongen levede ... |
| Imperativ  | lev, konge!  |                        |